# تئودور کالدول جین‌وی
تئودور کالدول جین‌وی (انگلیسی: Theodore Caldwell Janeway؛ ‏ ۲ نوامبر ۱۸۷۲ – ۲۸ دسامبر ۱۹۱۷) پزشک آمریکایی و استاد دانشکده پزشکی دانشگاه جانز هاپکینز بود.
وی ابتدا در دانشگاه ییل مدرک کارشناسی گرفت و سپس از دانشگاه کلمبیا مدرک دکترای پزشکی خود را دریافت داشت. وی از سال ۱۹۱۴ استاد تمام در دانشکده پزشکی دانشگاه جانز هاپکینز بود و مدتی بعد رئیس بخش پژوهش‌های بیماری‌های قلبی-عروقی شد.